# Jatropha aceroides
Jatropha aceroides är en törelväxtart som först beskrevs av Ferdinand Albin Pax och Käthe Hoffmann, och fick sitt nu gällande namn av John Hutchinson. Jatropha aceroides ingår i släktet Jatropha och familjen törelväxter.
Artens utbredningsområde är Sudan. Inga underarter finns listade i Catalogue of Life.